# Oranienburger Strasse
Oranienburger Strasse er en af de kendteste gader i Berlin, Tyskland. Gaden, der ligger i bydelen Mitte, rummer mange seværdigheder, restauranter og caféer. Om natten foregår desuden en del prostitution i gaden. Gaden er opkaldt efter byen Oranienburg i delstaten Brandenburg.
Oranienburger Strasse strækker sig over 1 km fra pladsen Hackescher Markt i øst til Friedrichstrasse i nordvest. Omtrent midtpå findes Neue Synagoge, der er centrum for Berlins jøder. Den blev bygget mellem 1859 og 1866 og kan kendes på sin guldbelagte kuppel. I nærheden af Friedrichstrasse findes kulturcentret Tacheles, der oprindeligt var et stormagasin. Siden 1990 har der været caféer, udstillingslokaler og diskotek i bygningen.
Siden 1877 har der været sporvognstrafik i gaden. Trafikken blev dog afbrudt i tiden mellem 1945 og 1951 grundet 2. verdenskrigs skader. Ved krydset med Tucholskystrasse findes S-Bahnhof Oranienburger Strasse, der var en spøgelsesstation under Berlins deling.
52°31′31″N 13°23′28″Ø / 52.52528°N 13.39111°Ø